# 王贵宸
王贵宸（1929年10月—），汉族，吉林四平人，中国社会科学院农村发展研究所研究员，中国社会科学院荣誉学部委员。1959年毕业于中国人民大学农经系。